# کلکسوگرافی

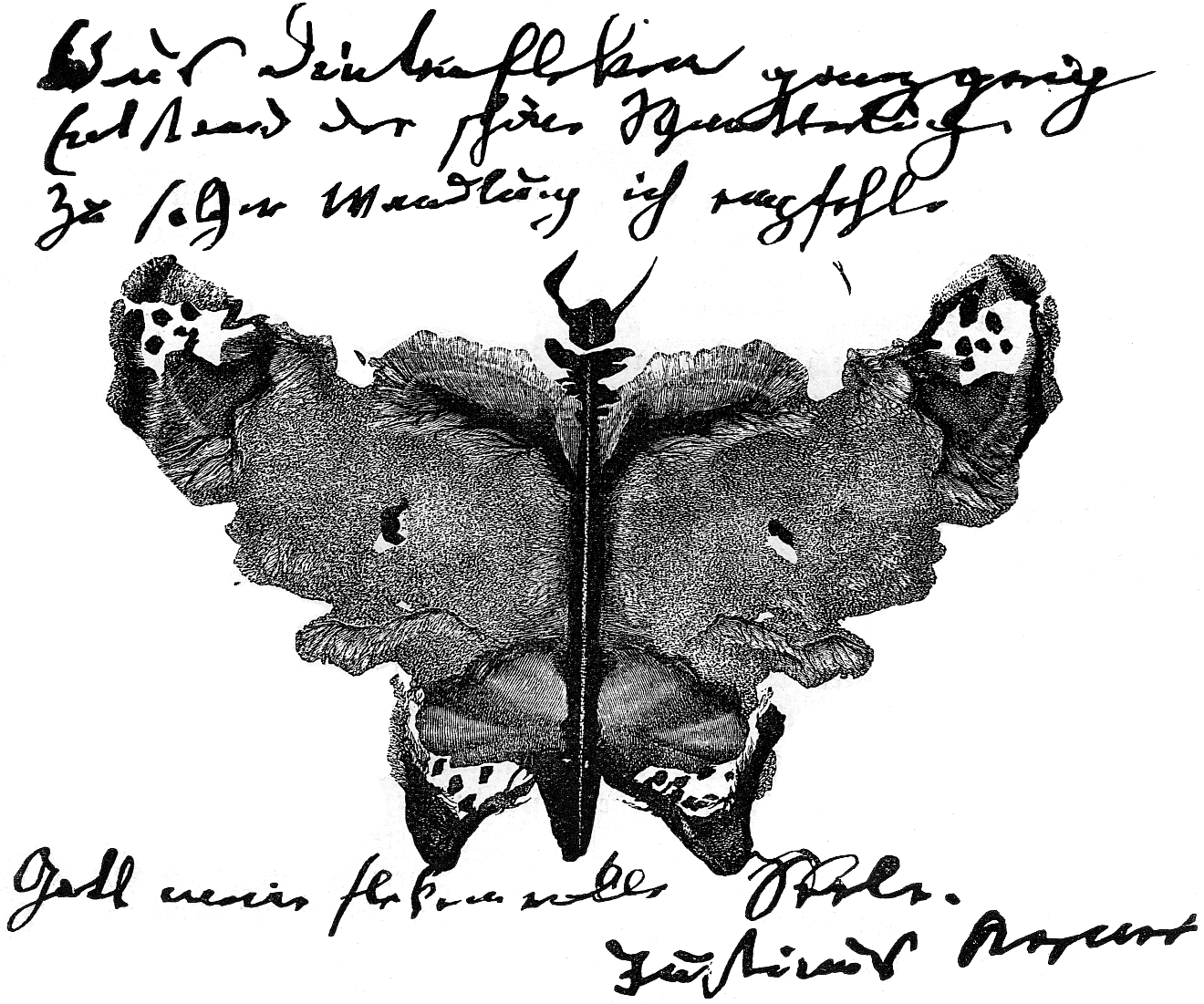
یک کلکساگرفی که توسط جاستین کرنر در سال ۱۸۷۹ منتشر شده‌است.

کلِکسوگرافی (به انگلیسی: Klecksography) هنر طراحی تصاویر برای تست رورشاخ است. کلکساگرفی توسط جاستین کرنر پایه‌گذاری شد در کتاب‌های شعرش بکار رفت. از دهه ۱۹۸۰ تاکنون، روانشناسان از این ابزار برای مطالعه  ناخودآگاه استفاده می‌کنند. هرمان رورشاخ این مسئله را جدی تر انجام داد و آزمونی به نام رورشاخ ابداع کرد.